# Pierre Carniti
Pierre Carniti (Castelleone, 25 settembre 1936 – Roma, 5 giugno 2018) è stato un sindacalista e politico italiano.

## Biografia

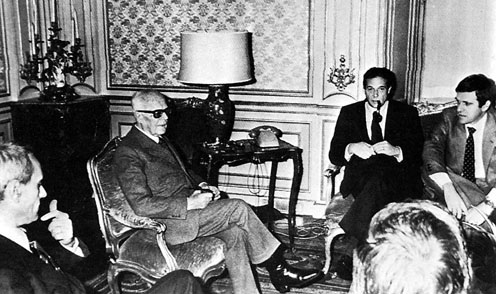
Pierre Carniti, Sandro Pertini, Luciano Lama e Giorgio Benvenuto

Nipote acquisito della poetessa Alda Merini, il suo impegno nel sindacato comincia nel 1957 come operatore nella zona industriale Sempione di Milano. In questa città è protagonista della mobilitazione per l'affermazione della contrattazione articolata nei primi anni sessanta. Diventa dirigente di spicco della FIM-CISL milanese, di cui sarà segretario. È tra i promotori delle prime esperienze unitarie tra i sindacati metalmeccanici.
Nel 1965 entra nella segreteria nazionale della FIM-CISL, che allora ha la sua sede a Milano. Sostenitore del primato degli operai fra le altre categorie di lavoratori, nel '69 organizza un breve incontro fra operai e studenti, poi assunti come tecnici e impiegati nelle fabbriche del nord Italia. Forte anche di questo elettorato, l'anno successivo ne diviene il segretario generale. Nel frattempo la FIM-CISL trasferisce la sua sede a Roma, dove dà il via all'esperienza unitaria con FIOM-CGIL e UILM nella Federazione lavoratori metalmeccanici (FLM).
Nel 1974 entra nella segreteria nazionale della CISL, divenendo, insieme al maestro Luigi Macario, leader della componente che vincerà il congresso del 1977: Macario è eletto segretario generale e Carniti segretario generale aggiunto. Dal 1979 al 1985 è segretario generale della CISL. In quegli anni sarà il più tenace sostenitore dell'"accordo di San Valentino" (del 14 febbraio 1984) sulla scala mobile, in dissenso con la CGIL.

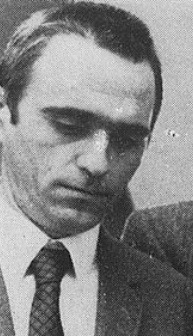
Pierre Carniti nel giugno 1973

Ciò portò ad una profonda divisione tra le organizzazioni sindacali, manifestatasi in occasione del referendum abrogativo del 1985 promosso dal Partito Comunista Italiano e sostenuto dalla CGIL. Consulente economico di Carniti fu l'economista del lavoro Ezio Tarantelli, ucciso, pochi giorni prima del referendum, dalle Brigate Rosse. Nel 1985 lascia la CISL, dopo il vittorioso referendum sulla scala mobile che conferma il decreto uscito dall'accordo di San Valentino.
Sempre nel 1985 Marco Pannella lo propone al Partito Socialista Italiano come Presidente della Repubblica, ma Carniti non ha l'età minima di 50 anni per essere eletto: il leader radicale lo candida allora come presidente della RAI, ma Bettino Craxi gli preferisce Enrico Manca. Negli anni successivi collabora sulle politiche per il Mezzogiorno. Dal 1989 al 1999 è deputato europeo per due legislature, prima per il PSI poi come indipendente nelle file dei Democratici di Sinistra. Ha presieduto una Commissione sulla povertà.
Nel 1992 è candidato al Senato con i socialisti in Trentino, ma è il primo dei non eletti. Nel 1993 muore il senatore Ezio Anesi, e Carniti gli subentra, rimanendo in carica fino al 1994.
È stato con Ermanno Gorrieri fra i promotori del movimento dei Cristiano Sociali, che furono "susseguenti" a Riformismo e Solidarietà (ReS) fondato precedentemente da Pierre Carniti ed altri, da alcuni denominati "catto-socialisti". ReS si fondava sui principi etico-politici di difesa della vita umana, della prole, della dignità umana, del lavoro, della democrazia, della famiglia, della libertà, della fraternità, della equità, della solidarietà, del rispetto delle culture delle altre persone da considerare come opportunità per un dialogo ed un confronto, vissuti come fonti di possibilità di incontro e di arricchimenti umani reciproci, del non impedimento nell'affermazione della propria identità e nel relazionarsi, della rivendicazione delle differenze (ognuno è differente dall'altro ma con eguali doveri e diritti) e del conflitto, non violento, nei confronti della società del capitalismo materialista-consumista causa, fra l'altro, di inaccettabili ed enormi disparità fra le persone e le popolazioni.
La "cosa" pensava anche alla possibilità di in nuovo umanesimo nel lavoro con un "sindacato globale" partecipato e democraticamente eletto da tutti i lavoratori del mondo ed alle imprese intese come dell'intra-prendere compartecipativo e della responsabilità per una economia ecosostenibile e per l'umanità: priorità del lavoro, economia in funzione dell'umanità, non umanità, in funzione dell'economia. Il Movimento dei Cristiano Sociali è attualmente collocato nell'area della sinistra politica italiana. I Cristiano Sociali sono stati infatti tra i fondatori dei Democratici di Sinistra e, nel 2007, hanno aderito al Partito Democratico.
Pierre Carniti è scomparso nel giugno 2018.